# Puéchabon
Puéchabon [pɥeʃabɔ̃] (en occitan Puèg-Abon [pɥɛt͡ʃ.a'bu], signifiant site élevé) est une commune française située dans le nord-est du département de l'Hérault en région Occitanie, anciennement de Languedoc-Roussillon.
Exposée à un climat méditerranéen, elle est drainée par l'Hérault, le ruisseau des Corbières, le ruisseau de Grigoulet et par un autre cours d'eau. La commune possède un patrimoine naturel remarquable : deux sites Natura 2000 (les « gorges de l'Hérault » et les « hautes garrigues du Montpelliérais »), deux espaces protégés (les « gorges de l'Hérault » et le « Puechabon ») et trois zones naturelles d'intérêt écologique, faunistique et floristique. 
C'est un village médiéval en circulade : c'est-à-dire que les ruelles étroites s'organisent en cercles concentriques autour d'un fort, aujourd'hui disparu.
Le village se situe en haut d'une colline pour mieux dominer la garrigue, et à l'époque pour prévenir toute éventuelle attaque. Aujourd'hui le village a conservé son charme médiéval rustique : maisons en pierres, remparts, rues étroites,...
Puéchabon est une commune rurale qui compte 507 habitants en 2022, après avoir connu une forte hausse de la population depuis 1968.  Elle fait partie de l'aire d'attraction de Montpellier.

## Géographie

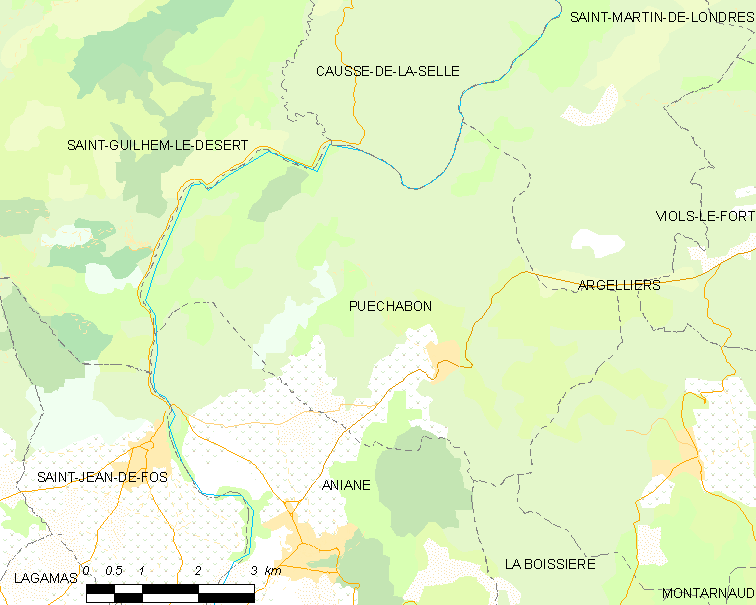
Carte

Puéchabon est un petit village rural médiéval de l'Hérault (Occitanie) de 31,26 km2 situé au cœur de la garrigue entre le Parc national des Cévennes et le parc Naturel Régional du Haut Languedoc.

### Hydrographie
Le fleuve Hérault, le ruisseau des Corbières, le Ruisseau de la Combe du Sergent et le Ruisseau de Grigoulet sont les principaux cours d'eau traversant la commune.

### Communes limitrophes
|                         | Causse-de-la-Selle |              |
| Saint-Guilhem-le-Désert | Puéchabon          | Argelliers   |
| Aniane                  | Aniane             | La Boissière |

La distance à vol d'oiseau, des communes proches sont : Aniane (34150) à 4,17 km, Argelliers (34380) à 4,64 km, Saint-Jean-de-Fos (34150) à 5,66 km, La Boissière (34150) à 5,98 km et Saint-Guilhem-le-Désert (34150) à 6,01 km. Parmi les lieux de repères environnants, Puéchabon se situe à 42,8 km de la mer Méditerranée (Palavas-les-Flots) mais également à 31,6 km de Montpellier et 56,2 km de Sète.

### Altitude
Son altitude est comprise entre 54 et 483 m, l'altitude moyenne étant de 160 m.

### Climat
Pour des articles plus généraux, voir Climat de l'Occitanie et Climat de l'Hérault.
En 2010, le climat de la commune est de type climat méditerranéen franc, selon une étude s'appuyant sur une série de données couvrant la période 1971-2000. En 2020, Météo-France publie une typologie des climats de la France métropolitaine dans laquelle la commune est exposée à un climat méditerranéen et est dans la région climatique  Provence, Languedoc-Roussillon, caractérisée par une pluviométrie faible en été, un très bon ensoleillement (2 600 h/an), un été chaud (21,5 °C), un air très sec en été, sec en toutes saisons, des vents forts (fréquence de 40 à 50 % de vents > 5 m/s) et peu de brouillards.
Pour la période 1971-2000, la température annuelle moyenne est de 14 °C, avec une amplitude thermique annuelle de 16 °C. Le cumul annuel moyen de précipitations est de 931 mm, avec 6,9 jours de précipitations en janvier et 3,1 jours en juillet. Pour la période 1991-2020, la température moyenne annuelle observée sur la station météorologique la plus proche, située sur la commune de Saint-André-de-Sangonis à 12 km à vol d'oiseau, est de 15,5 °C et le cumul annuel moyen de précipitations est de 652,4 mm,. Pour l'avenir, les paramètres climatiques de la commune estimés pour 2050 selon différents scénarios d'émission de gaz à effet de serre sont consultables sur un site dédié publié par Météo-France en novembre 2022.

### Géologie
Puéchabon se situe sur 4 types de sols différents : 
- le sol calcaire lacustre : qui donne au sol sa couleur si blanche. Elle peut cependant parfois varier vers le brun ou le rougeâtre en fonction de la présence d'humus et d'argiles ;
- le sol galet calcaire : qui permet un bon écoulement des eaux ;
- les grèzes ;
- les terrasses alluviales : qui contiennent des sédiments et divers minéraux tel que le quartz.

### Milieux naturels et biodiversité

#### Espaces protégés
La protection réglementaire est le mode d’intervention le plus fort pour préserver des espaces naturels remarquables et leur biodiversité associée,.
Deux espaces protégés sont présents sur la commune : 
- les « gorges de l'Hérault », objet d'un arrêté de protection de biotope, d'une superficie de 451,2 ha[10] ;
- le « puechabon », une réserve biologique intégrale, d'une superficie de 5,10 ha[11].

#### Réseau Natura 2000

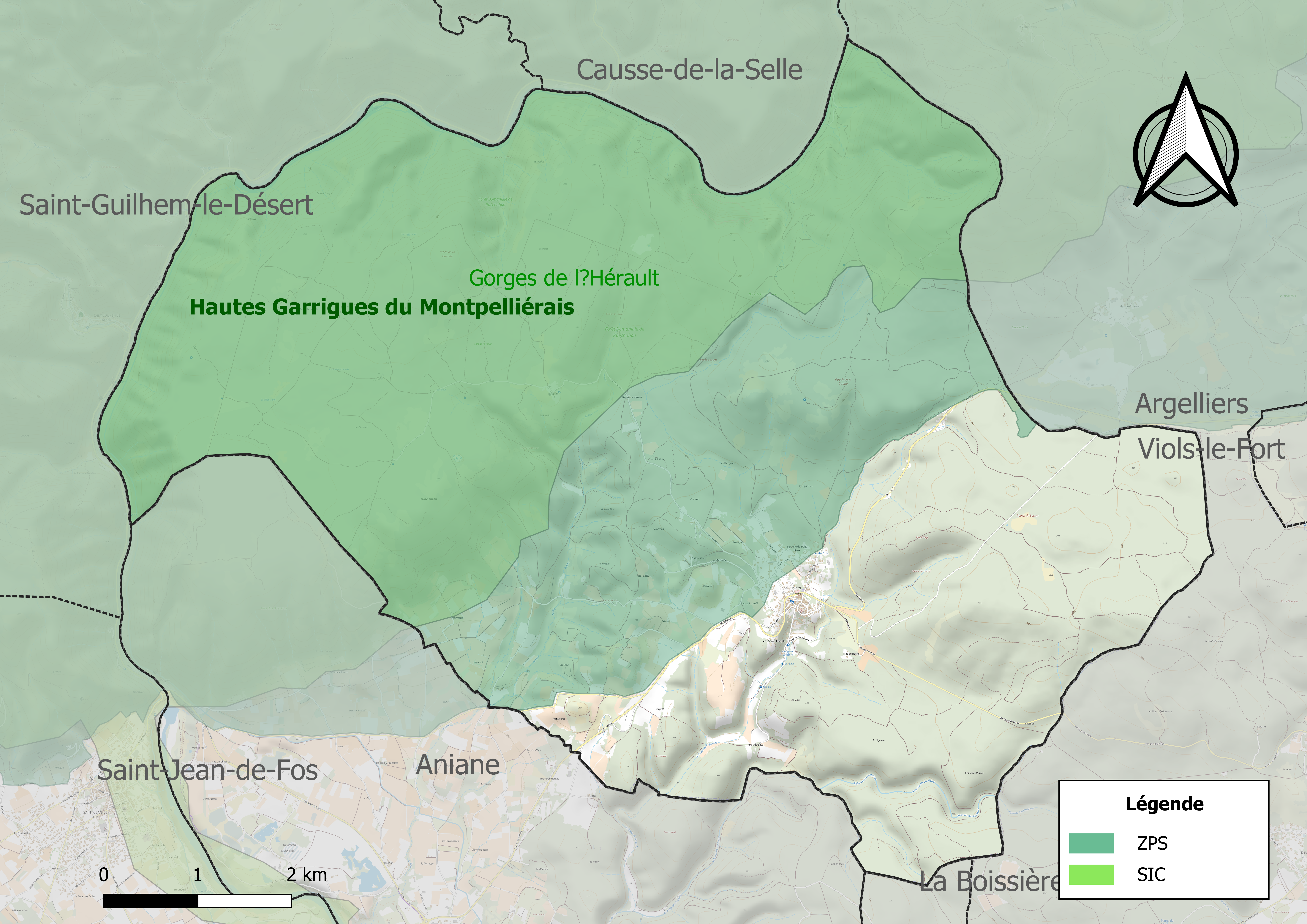
Site Natura 2000 sur le territoire communal.

Le réseau Natura 2000 est un réseau écologique européen de sites naturels d'intérêt écologique élaboré à partir des directives habitats et oiseaux, constitué de zones spéciales de conservation (ZSC) et de zones de protection spéciale (ZPS).
Un site Natura 2000 a été défini sur la commune au titre de la directive habitats :
- les « gorges de l'Hérault », d'une superficie de 21 736 ha, entaillent un massif calcaire vierge de grandes infrastructures dont les habitats forestiers (forêt de Pins de Salzman et chênaie verte) et rupicoles sont bien conservés. La pinède de Pins de Salzmann de Saint-Guilhem-le-Désert est une souche pure et classée comme porte-graines par les services forestiers. Il s'agit d'une forêt développée sur des roches dolomitiques[14]

et un au titre de la directive oiseaux : 
- les « hautes garrigues du Montpelliérais », d'une superficie de 45 444 ha, abritant trois couples d'Aigles de Bonelli, soit 30 % des effectifs régionaux[15].

#### Zones naturelles d'intérêt écologique, faunistique et floristique
L’inventaire des zones naturelles d'intérêt écologique, faunistique et floristique (ZNIEFF) a pour objectif de réaliser une couverture des zones les plus intéressantes sur le plan écologique, essentiellement dans la perspective d’améliorer la connaissance du patrimoine naturel national et de fournir aux différents décideurs un outil d’aide à la prise en compte de l’environnement dans l’aménagement du territoire.
Une ZNIEFF de type 1 est recensée sur la commune :
les « gorges de l'Hérault au bois de Fontanilles » (1 805 ha), couvrant 4 communes du département et deux ZNIEFF de type 2, : 
- les « garrigues boisées du nord-ouest du Montpelliérais » (16 219 ha), couvrant 17 communes du département[18] ;
- le « massif des gorges de l'Hérault et de la Buège » (21 342 ha), couvrant 17 communes du département[19].

Carte des ZNIEFF de type 1 et 2 à Puéchabon.
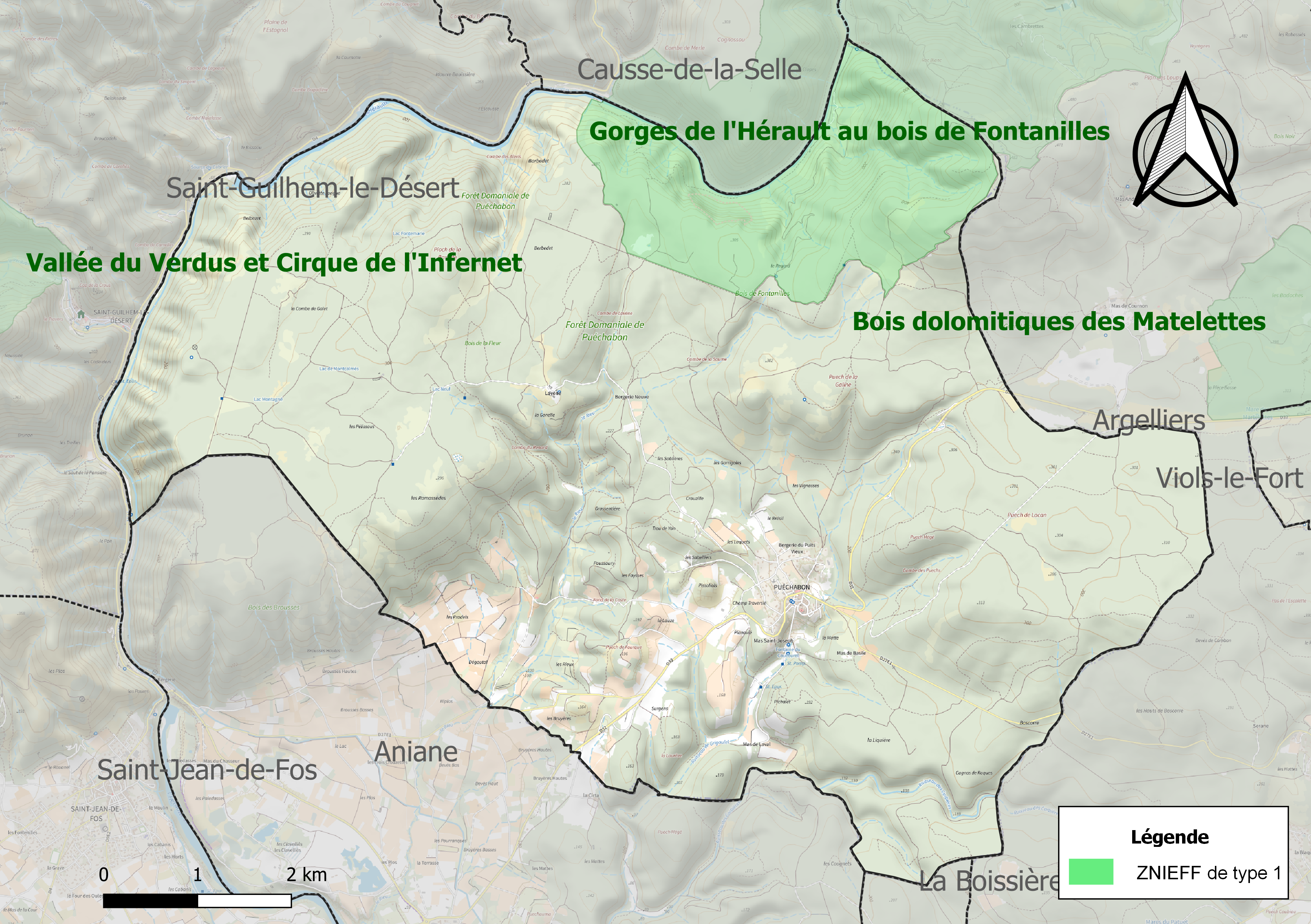
Carte de la ZNIEFF de type 1 sur la commune.
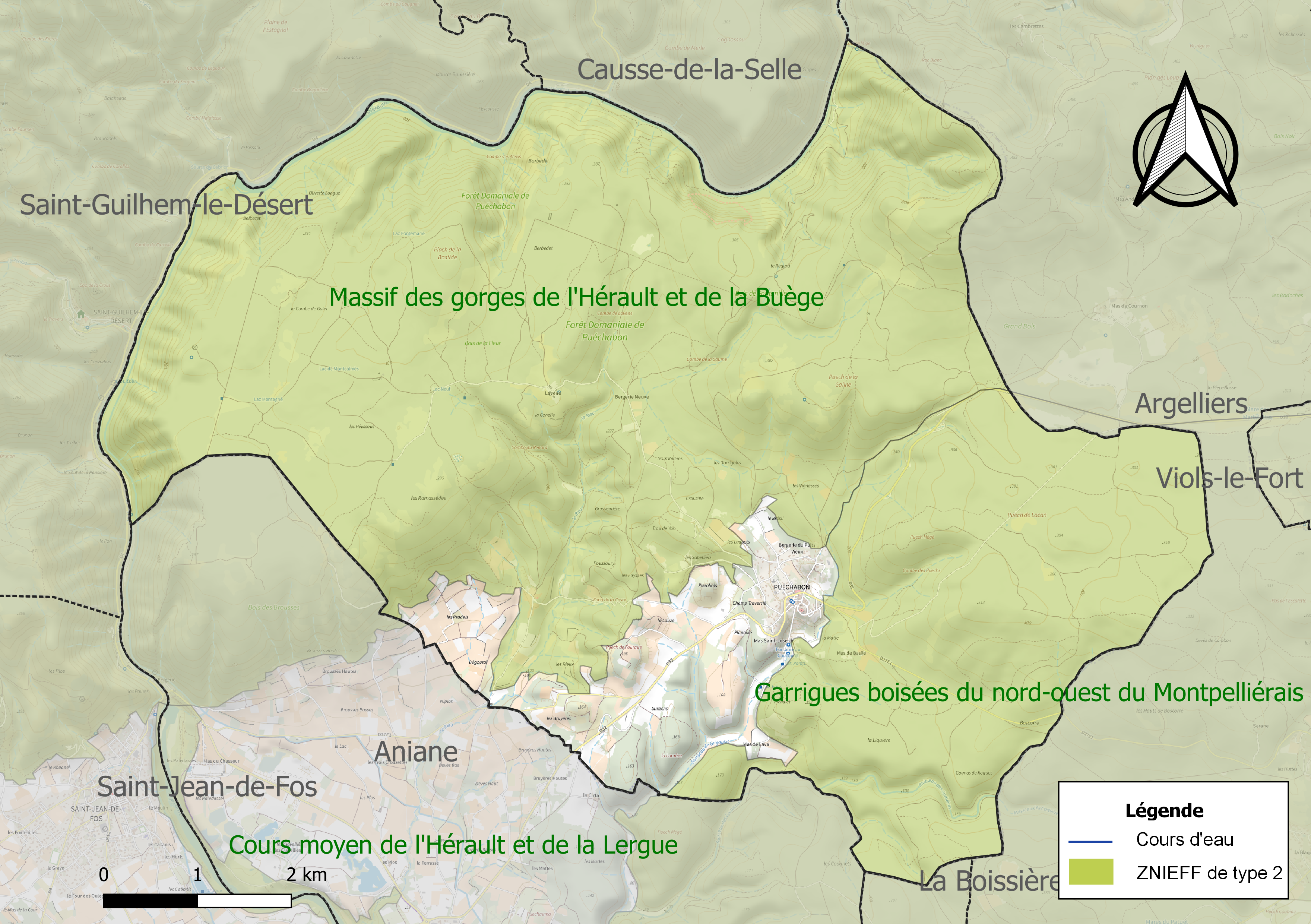
Carte des ZNIEFF de type 2 sur la commune.

## Urbanisme

### Typologie
Au 1er janvier 2024, Puéchabon est catégorisée commune rurale à habitat dispersé, selon la nouvelle grille communale de densité à sept niveaux définie par l'Insee en 2022.
Elle est située hors unité urbaine. Par ailleurs la commune fait partie de l'aire d'attraction de Montpellier, dont elle est une commune de la couronne,. Cette aire, qui regroupe 161 communes, est catégorisée dans les aires de 700 000 habitants ou plus (hors Paris),.

### Occupation des sols
L'occupation des sols de la commune, telle qu'elle ressort de la base de données européenne d’occupation biophysique des sols Corine Land Cover (CLC), est marquée par l'importance des forêts et milieux semi-naturels (90,8 % en 2018), une proportion sensiblement équivalente à celle de 1990 (91,2 %). La répartition détaillée en 2018 est la suivante : 
milieux à végétation arbustive et/ou herbacée (67,4 %), forêts (20,3 %), cultures permanentes (7 %), espaces ouverts, sans ou avec peu de végétation (3,1 %), zones urbanisées (1,1 %), zones agricoles hétérogènes (1,1 %). L'évolution de l’occupation des sols de la commune et de ses infrastructures peut être observée sur les différentes représentations cartographiques du territoire : la carte de Cassini (XVIIIe siècle), la carte d'état-major (1820-1866) et les cartes ou photos aériennes de l'IGN pour la période actuelle (1950 à aujourd'hui).

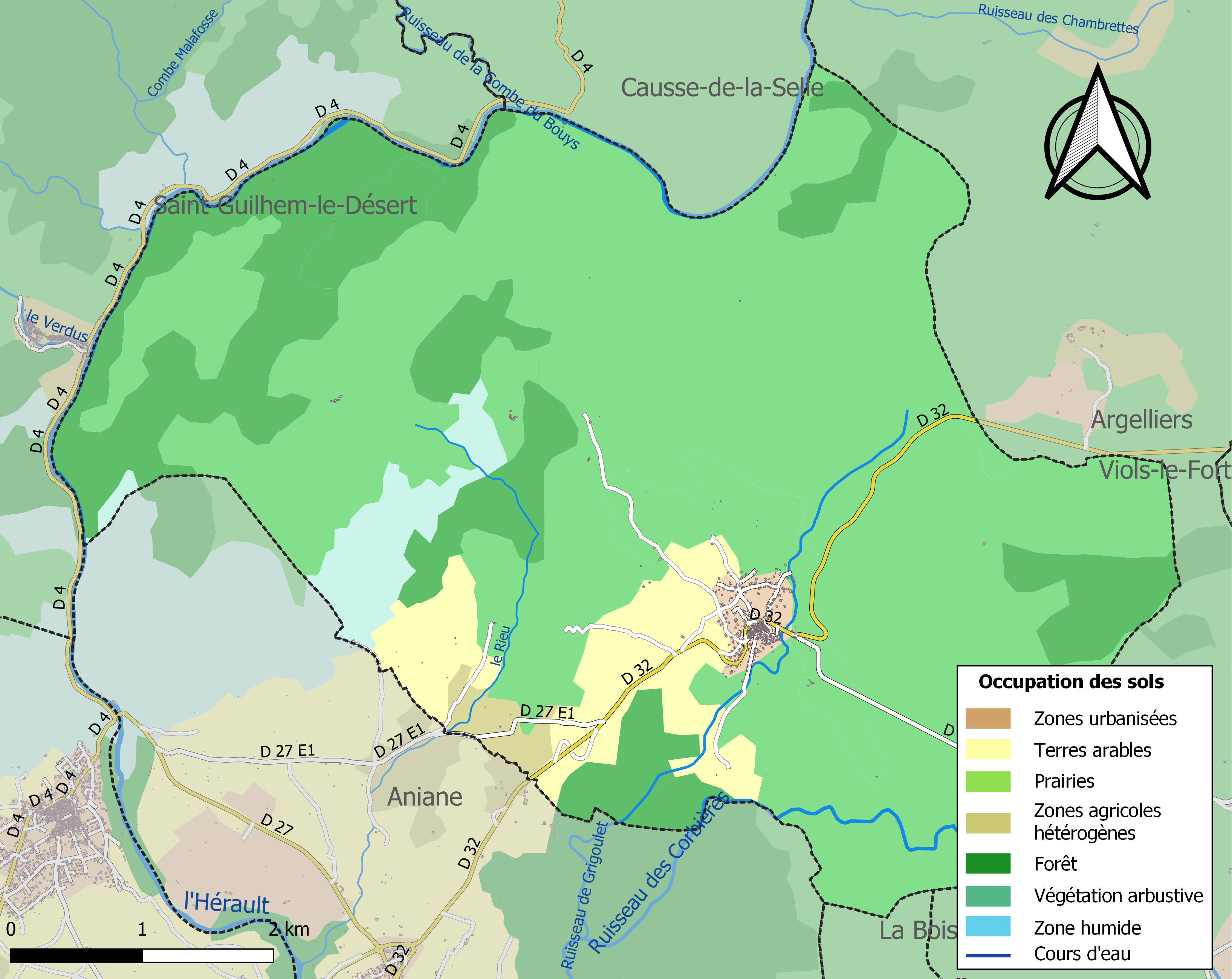
Carte des infrastructures et de l'occupation des sols de la commune en 2018 (CLC).

### Urbanisation
Puéchabon est un village rural fortement enclavé, cependant des bus et des routes permettent de le relier aux villes voisines. Le cœur du village est resté très médiéval : les ruelles sont étroites (la circulation en voiture y est parfois impossible) et les maisons sont anciennes et en pierres. Le village possède tout de même 2 églises, une école. Les activités commerciales y sont très faibles.
Le village est plus aéré sur sa périphérie, les maisons y sont plus grandes et les voies plus larges. La zone est cependant difficile à aménager du fait du relief du terrain.

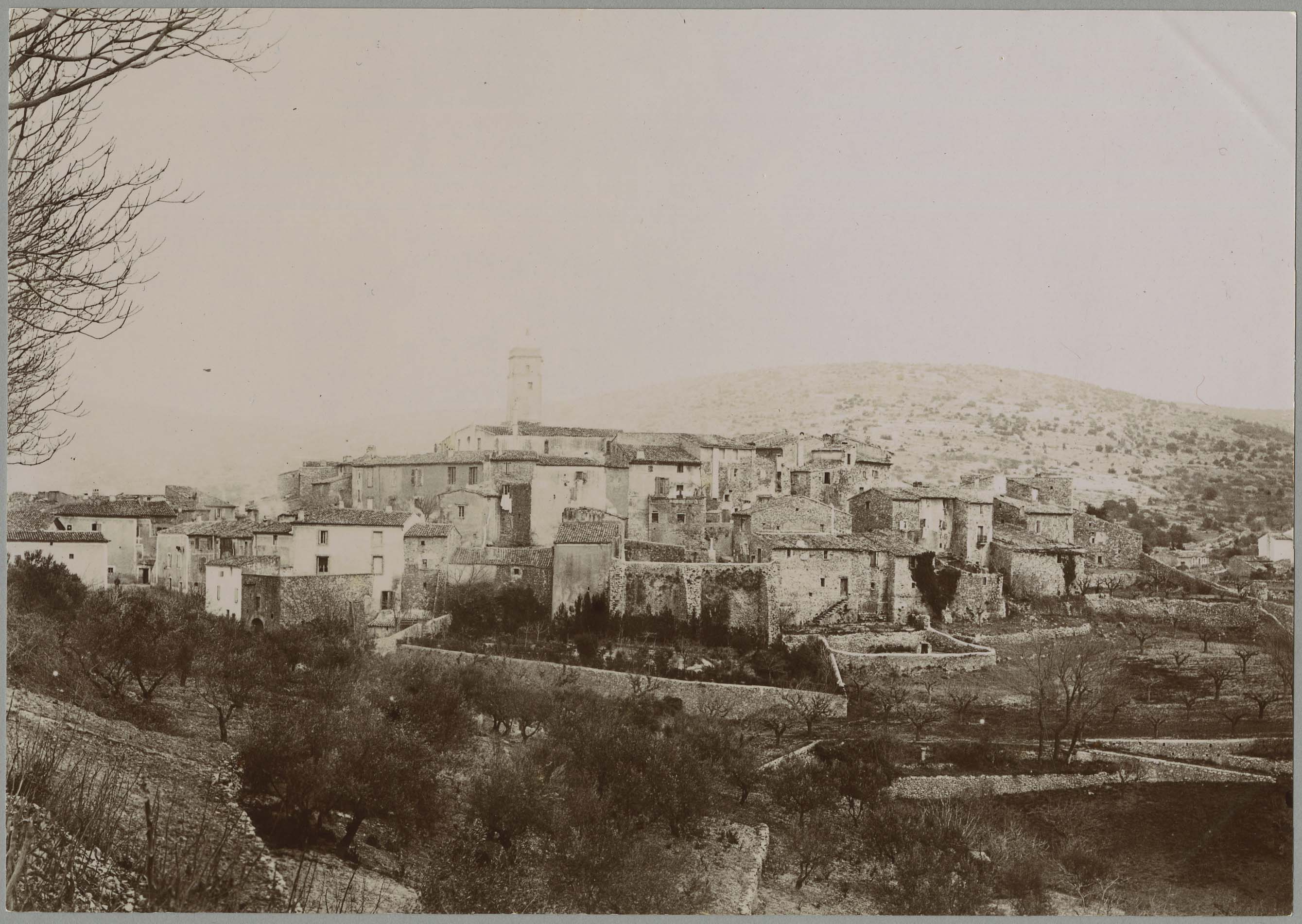
Vue générale : photographie (1897).

### Risques majeurs
Le territoire de la commune de Puéchabon est vulnérable à différents aléas naturels : météorologiques (tempête, orage, neige, grand froid, canicule ou sécheresse), inondations, feux de forêts et séisme (sismicité faible). Un site publié par le BRGM permet d'évaluer simplement et rapidement les risques d'un bien localisé soit par son adresse soit par le numéro de sa parcelle.
Certaines parties du territoire communal sont susceptibles d’être affectées par le risque d’inondation par débordement de cours d'eau, notamment l'Hérault et le ruisseau des Corbières. La commune a été reconnue en état de catastrophe naturelle au titre des dommages causés par les inondations et coulées de boue survenues en 1982, 1994, 2003 et 2014,.
Puéchabon est exposée au risque de feu de forêt. Un plan départemental de protection des forêts contre les incendies (PDPFCI) a été approuvé en juin 2013 et court jusqu'en 2022, où il doit être renouvelé. Les mesures individuelles de prévention contre les incendies sont précisées par deux arrêtés préfectoraux et s’appliquent dans les zones exposées aux incendies de forêt et à moins de 200 mètres de celles-ci. L’arrêté du 25 avril 2002 réglemente l'emploi du feu en interdisant notamment d’apporter du feu, de fumer et de jeter des mégots de cigarette dans les espaces sensibles et sur les voies qui les traversent sous peine de sanctions. L'arrêté du 11 mars 2013 rend le débroussaillement obligatoire, incombant au propriétaire ou ayant droit,.

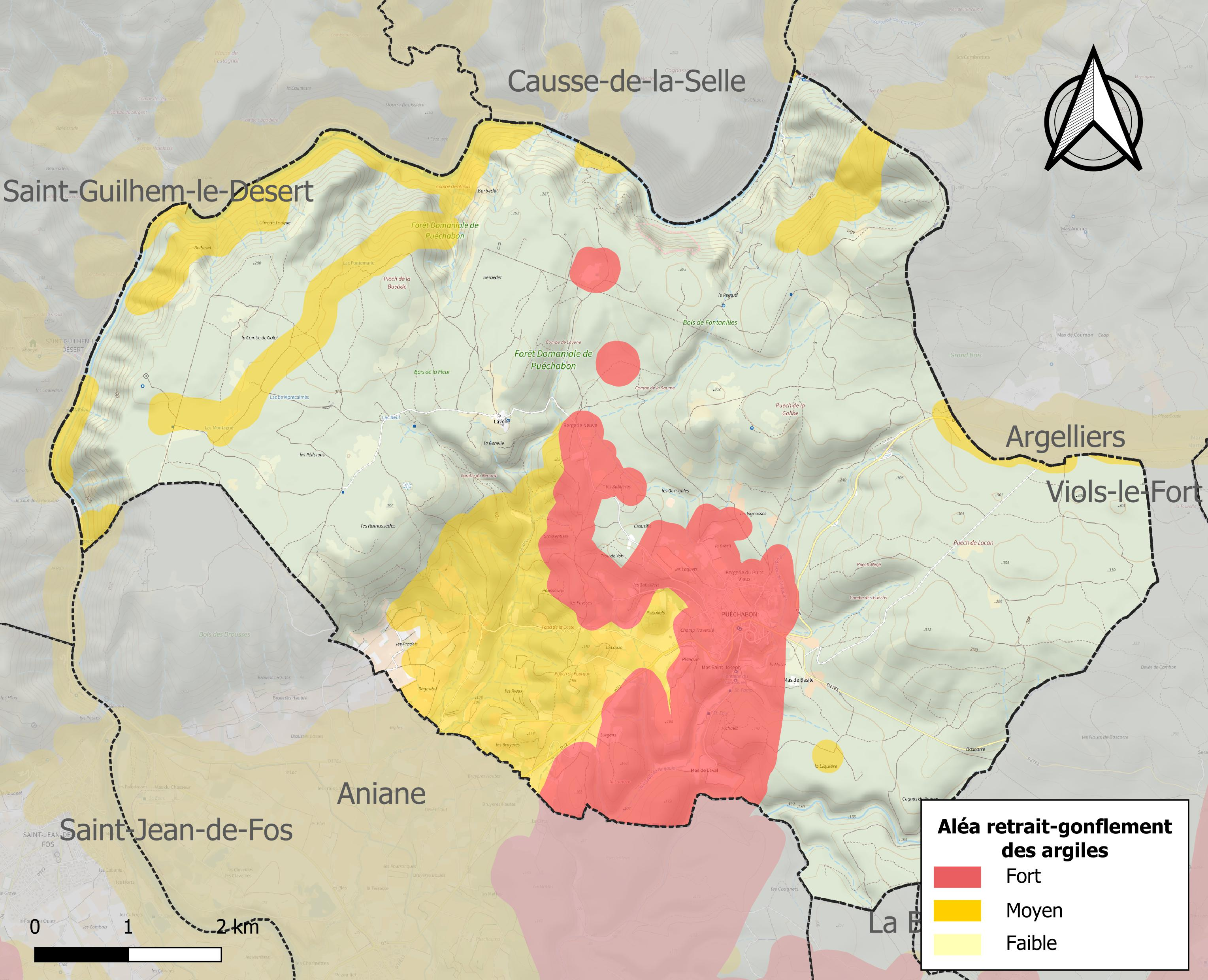
Carte des zones d'aléa retrait-gonflement des sols argileux de Puéchabon.

Le retrait-gonflement des sols argileux est susceptible d'engendrer des dommages importants aux bâtiments en cas d’alternance de périodes de sécheresse et de pluie. 29,8 % de la superficie communale est en aléa moyen ou fort (59,3 % au niveau départemental et 48,5 % au niveau national). Sur les 284 bâtiments dénombrés sur la commune en 2019, 280 sont en aléa moyen ou fort, soit 99 %, à comparer aux 85 % au niveau départemental et 54 % au niveau national. Une cartographie de l'exposition du territoire national au retrait gonflement des sols argileux est disponible sur le site du BRGM,.
Par ailleurs, afin de mieux appréhender le risque d’affaissement de terrain, l'inventaire national des cavités souterraines permet de localiser celles situées sur la commune.

## Histoire
La construction du village remonte au XIe siècle et s'organise autour d'un fort aujourd'hui disparu. En effet les ruelles croissent en cercles concentriques autour du fort. La construction des remparts est un peu plus tardive puisqu'elle date du XIIe siècle.
En 1883, suivant la volonté de Louis Ballestier, son maire de l'époque, Puéchabon est parmi les premiers villages de France à se doter d'un éclairage public à gaz de charbon. L'ancien système de réverbère à lampe à huile, décevant et fastidieux, est alors remplacé par une usine à gaz, commandée à une société suisse spécialisée.
Les particuliers abonnés ont pu s'alimenter ainsi jusqu'en 1896. Petit à petit cependant, les frais d'entretien sont devenus trop importants pour la municipalité. De plus, les percements réalisés pour alimenter le village en eau, réalisés en l'absence de plans des canalisations de gaz et sans regards pour l'entretien et la vidange de ces canalisations ont achevé de détériorer l'installation. Les tuyaux se sont ainsi définitivement bouchés.
De cette construction exceptionnelle, il reste quelques vestiges, en particulier une chaudière transformant le charbon en gaz et une cloche métallique (gazomètre).

### Héraldique
| Blason de Puéchabon | Blason  | De sable à Saint Pierre d'argent tenant dans sa dextre deux clefs passées en sautoir du même. |
| Blason de Puéchabon | Détails | Le statut officiel du blason reste à déterminer.                                              |

## Politique et administration
| Période   | Période   | Identité             | Étiquette | Qualité |
| --------- | --------- | -------------------- | --------- | ------- |
| 1947      | 1950      | Marcel Cavallier     |           |         |
| 1950      | 1960      | Félix Simon          |           |         |
| 1960      | 1989      | Marcel Simon         |           |         |
| 1989      | 2001      | Jean-Marie Pourtalie |           |         |
| 2001      | mars 2008 | Jean-Paul Belloc     |           |         |
| mars 2008 | mars 2014 | Catherine Josien     |           |         |
| mars 2014 | 2020      | Stéphane Simon       | SE        | Cadre   |
| 2020      | 2025      | Xavier Peyraud       |           |         |

À partir de 2023 des dissensions apparaissent au sein du Conseil municipal, empêchant notamment ce dernier d'adopter les budgets de 2023 et 2024. En conséquence, en avril 2025 le Gouvernement dissout le Conseil municipal.

## Population et société

### Démographie
L'évolution du nombre d'habitants est connue à travers les recensements de la population effectués dans la commune depuis 1793. Pour les communes de moins de 10 000 habitants, une enquête de recensement portant sur toute la population est réalisée tous les cinq ans, les populations de référence des années intermédiaires étant quant à elles estimées par interpolation ou extrapolation. Pour la commune, le premier recensement exhaustif entrant dans le cadre du nouveau dispositif a été réalisé en 2005.

En 2022, la commune comptait 507 habitants, en évolution de +4,97 % par rapport à 2016 (Hérault : +7,49 %, France hors Mayotte : +2,11 %).
| 1793 | 1800 | 1806 | 1821 | 1831 | 1836 | 1841 | 1846 | 1851 |
| ---- | ---- | ---- | ---- | ---- | ---- | ---- | ---- | ---- |
| 647  | 669  | 741  | 835  | 901  | 837  | 872  | 909  | 893  |

| 1856 | 1861 | 1866 | 1872 | 1876 | 1881 | 1886 | 1891 | 1896 |
| ---- | ---- | ---- | ---- | ---- | ---- | ---- | ---- | ---- |
| 860  | 862  | 851  | 792  | 863  | 826  | 747  | 647  | 732  |

| 1901 | 1906 | 1911 | 1921 | 1926 | 1931 | 1936 | 1946 | 1954 |
| ---- | ---- | ---- | ---- | ---- | ---- | ---- | ---- | ---- |
| 651  | 588  | 532  | 515  | 415  | 378  | 371  | 315  | 270  |

| 1962 | 1968 | 1975 | 1982 | 1990 | 1999 | 2005 | 2006 | 2010 |
| ---- | ---- | ---- | ---- | ---- | ---- | ---- | ---- | ---- |
| 239  | 200  | 221  | 255  | 273  | 346  | 410  | 425  | 458  |

| 2015 | 2020 | 2022 | - | - | - | - | - | - |
| ---- | ---- | ---- | - | - | - | - | - | - |
| 476  | 506  | 507  | - | - | - | - | - | - |

## Économie

### Revenus
En 2018, la commune compte 204 ménages fiscaux, regroupant 467 personnes. La médiane du revenu disponible par unité de consommation est de 18 760 € (20 330 € dans le département).

### Emploi
|                | 2008   | 2013   | 2018   |
| -------------- | ------ | ------ | ------ |
| Commune        | 7,7 %  | 10,4 % | 12,1 % |
| Département    | 10,1 % | 11,9 % | 12 %   |
| France entière | 8,3 %  | 10 %   | 10 %   |

En 2018, la population âgée de 15 à 64 ans s'élève à 297 personnes, parmi lesquelles on compte 79 % d'actifs (66,9 % ayant un emploi et 12,1 % de chômeurs) et 21 % d'inactifs,. En  2018, le taux de chômage communal (au sens du recensement) des 15-64 ans est supérieur à celui du département et de la France, alors qu'en 2008 la situation était inverse.
La commune fait partie de la couronne de l'aire d'attraction de Montpellier, du fait qu'au moins 15 % des actifs travaillent dans le pôle,. Elle compte 70 emplois en 2018, contre 43 en 2013 et 47 en 2008. Le nombre d'actifs ayant un emploi résidant dans la commune est de 206, soit un indicateur de concentration d'emploi de 33,7 % et un taux d'activité parmi les 15 ans ou plus de 58,7 %.
Sur ces 206 actifs de 15 ans ou plus ayant un emploi, 42 travaillent dans la commune, soit 20 % des habitants. Pour se rendre au travail, 83,5 % des habitants utilisent un véhicule personnel ou de fonction à quatre roues, 1,9 % les transports en commun, 8 % s'y rendent en deux-roues, à vélo ou à pied et 6,6 % n'ont pas besoin de transport (travail au domicile).

### Activités hors agriculture

#### Secteurs d'activités
40 établissements sont implantés  à Puéchabon au 31 décembre 2019. Le tableau ci-dessous en détaille le nombre par secteur d'activité et compare les ratios avec ceux du département,.
| Secteur d'activité                                                                                        | Commune | Commune | Département |
| Secteur d'activité                                                                                        | Nombre  | %       | %           |
| --- | ------- | ------- | ----------- |
| Ensemble                                                                                                  | 40      | 100 %   | (100 %)     |
| Industrie manufacturière, industries extractives et autres                                                | 3       | 7,5 %   | (6,7 %)     |
| Construction                                                                                              | 5       | 12,5 %  | (14,1 %)    |
| Commerce de gros et de détail, transports, hébergement et restauration                                    | 11      | 27,5 %  | (28 %)      |
| Information et communication                                                                              | 2       | 5 %     | (3,3 %)     |
| Activités financières et d'assurance                                                                      | 1       | 2,5 %   | (3,2 %)     |
| Activités immobilières                                                                                    | 1       | 2,5 %   | (5,3 %)     |
| Activités spécialisées, scientifiques et techniques et activités de services administratifs et de soutien | 8       | 20 %    | (17,1 %)    |
| Administration publique, enseignement, santé humaine et action sociale                                    | 6       | 15 %    | (14,2 %)    |
| Autres activités de services                                                                              | 3       | 7,5 %   | (8,1 %)     |

Le secteur du commerce de gros et de détail, des transports, de l'hébergement et de la restauration est prépondérant sur la commune puisqu'il représente 27,5 % du nombre total d'établissements de la commune (11 sur les 40 entreprises implantées  à Puéchabon), contre 28 % au niveau départemental.

#### Viticulture
La viticulture est l'une des activités principales de la région et Puéchabon n'y fait pas exception puisque le village a le droit de produire les vins aux appellations suivantes : le Languedoc, le Pays d'Hérault, le Saint-Guilhem-le-Désert et le Pays d'Oc.

### Agriculture
|               | 1988 | 2000 | 2010 | 2020 |
| ------------- | ---- | ---- | ---- | ---- |
| Exploitations | 27   | 26   | 19   | 9    |
| SAU (ha)      | 245  | 372  | 161  | 108  |

La commune est dans les Garrigues, une petite région agricole occupant une partie du centre et du nord-est du département de l'Hérault. En 2020, l'orientation technico-économique de l'agriculture  sur la commune est la viticulture. Neuf exploitations agricoles ayant leur siège dans la commune sont dénombrées lors du recensement agricole de 2020 (27 en 1988). La superficie agricole utilisée est de 108 ha,,.

### Oléiculture
À quelques mètres de l'église Saint-Sylvestre des Brousses, à gauche en montant par le chemin, se situent de belles oliveraies restaurées, plantées en Verdaliers de l'Hérault. Sur l'esplanade ouest de la chapelle, de beaux pieds de Lucquiers.
En cherchant dans les souches, depuis le bord de la route, on peut apercevoir des souches arasées âgées d'au moins 500 à 800 ans.
Existe l'Association des Vieux Oliviers de Puechabon.

### Tourisme
Puéchabon est un petit village médiéval paisible. Il est possible de s'y promener pour y découvrir les remparts, les ruelles anciennes, ou encore les puits anciens.
Il est également possible de se promener au cœur de la garrigue et d'aller sur les hauteurs pour mieux admirer le panorama. Des chemins de randonnées permettent également de visiter l'oliveraie. Sur les sentiers, il est possible d'observer une flore variée, notamment composée de thym, ou de chênes verts. Les abords de Puéchabon sont garnis de fleurs sauvages et de nombreuses parcelles de vignes.
Il est possible de faire un séjour prolongé dans le village puisque plusieurs maisons d'hôtes peuvent accueillir les visiteurs.

## Culture locale et patrimoine

### Lieux et monuments
- Église romane de Saint-Sylvestre-des-Brousses. L'édifice a été classé au titre des monuments historiques en 1918[36] ;
- Église de l'Immaculée-Conception de Puéchabon. L'édifice est référencé dans la base Mérimée et à l'Inventaire général Région Occitanie[37]. De nombreux objets sont référencés dans la base Palissy (voir les notices liées)[37] ;
- Église Saint-Pierre-aux-Liens de Puéchabon. On peut y découvrir le banc de la mairie, place réservée aux membres du conseil municipal au chœur de l'église ;
- Ancienne école de filles ;
- Portail de l'ancienne école de garçons, dans la rue des Remparts ;
- Monument aux morts de la guerre 1914-1918 ;
- Lavoir de la place Vieille ;
- Réservoir dans l'ancien fort ;
- Usine à gaz. Il s'agit d'une ancienne usine, en fonctionnement de 1883 à 1896, qui servait à l'éclairage public du village. Puéchabon fut un des premiers villages à bénéficier d'éclairage des rues. L'usine à gaz de Montpellier date de 1838, celle de Lodève de 1844 ;
- Grotte de la Vierge ;
- Ruines de Montcalmès.

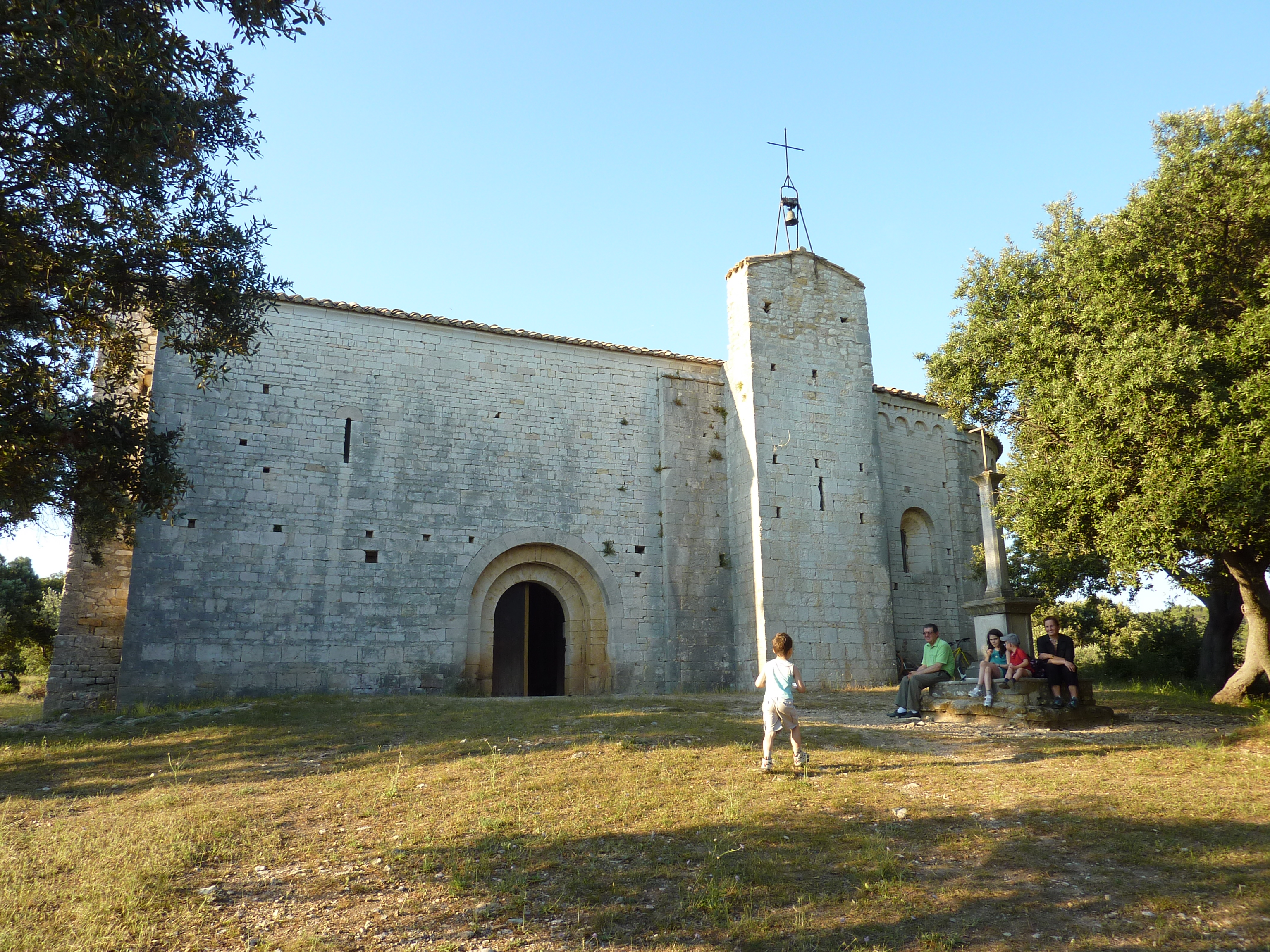
Église Saint-Sylvestre-des-Brousses (romane, XIIe siècle).
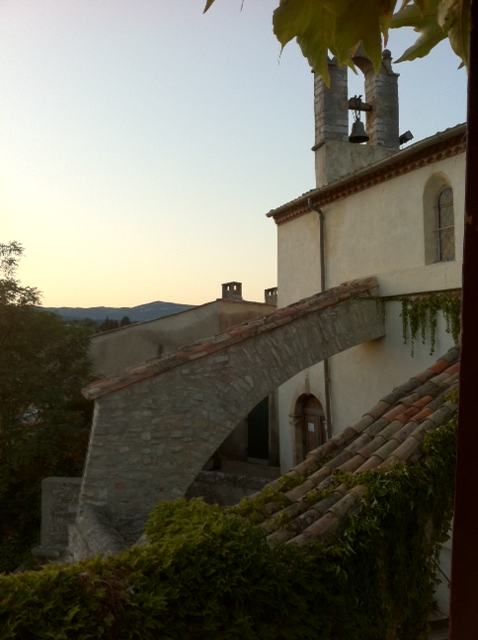
Église Saint-Pierre-aux-Liens.
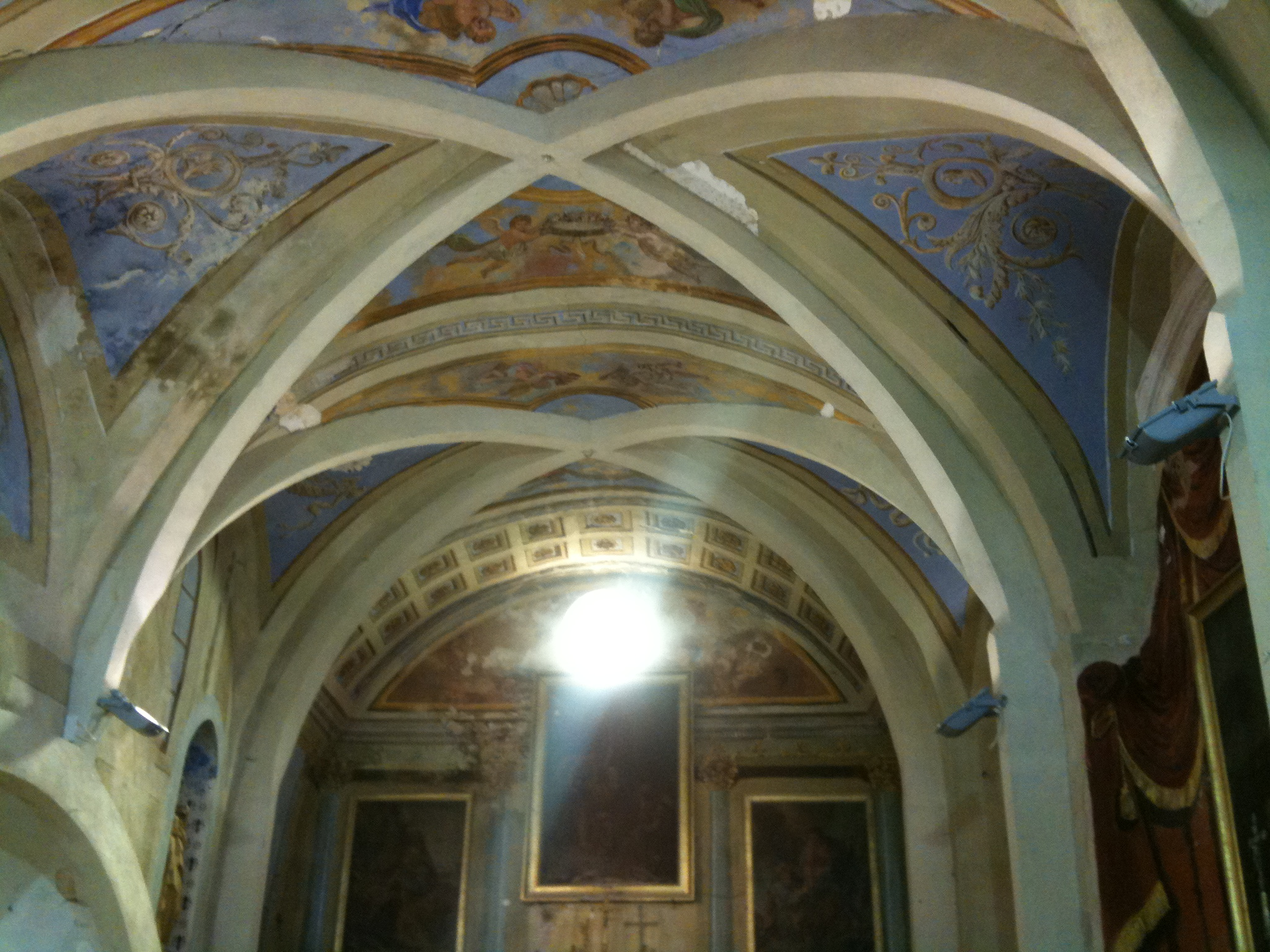
Les plafonds restaurés de l'église Saint-Pierre-aux-Liens.
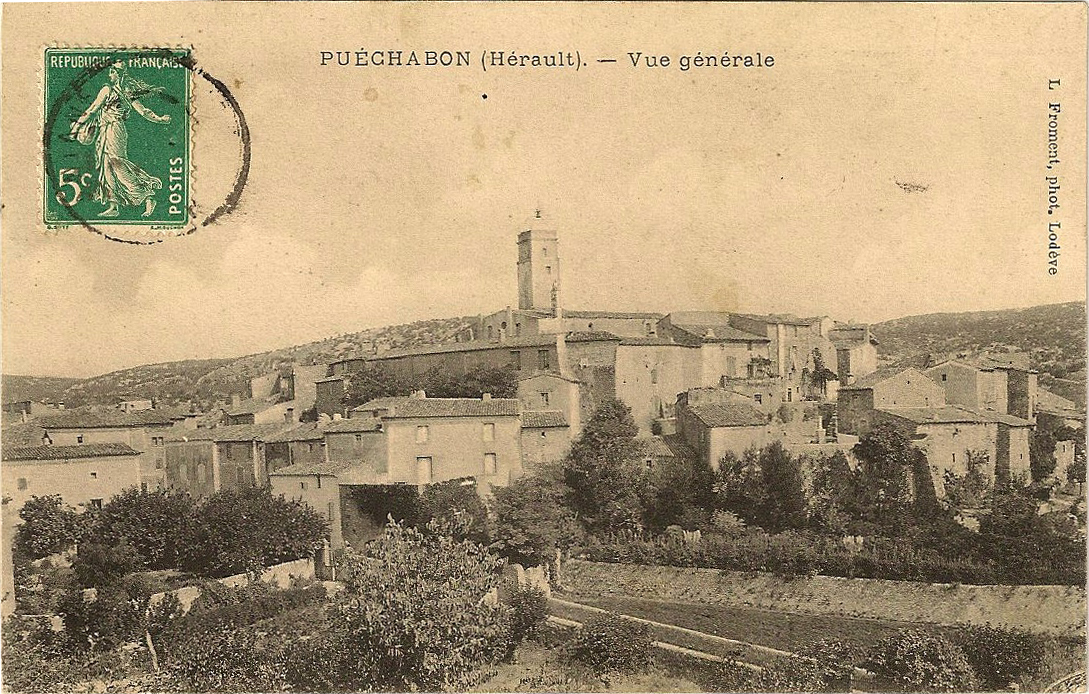
Puéchabon il y a un siècle, de nombreuses maisons sont tombées en ruines et reconstruites depuis.
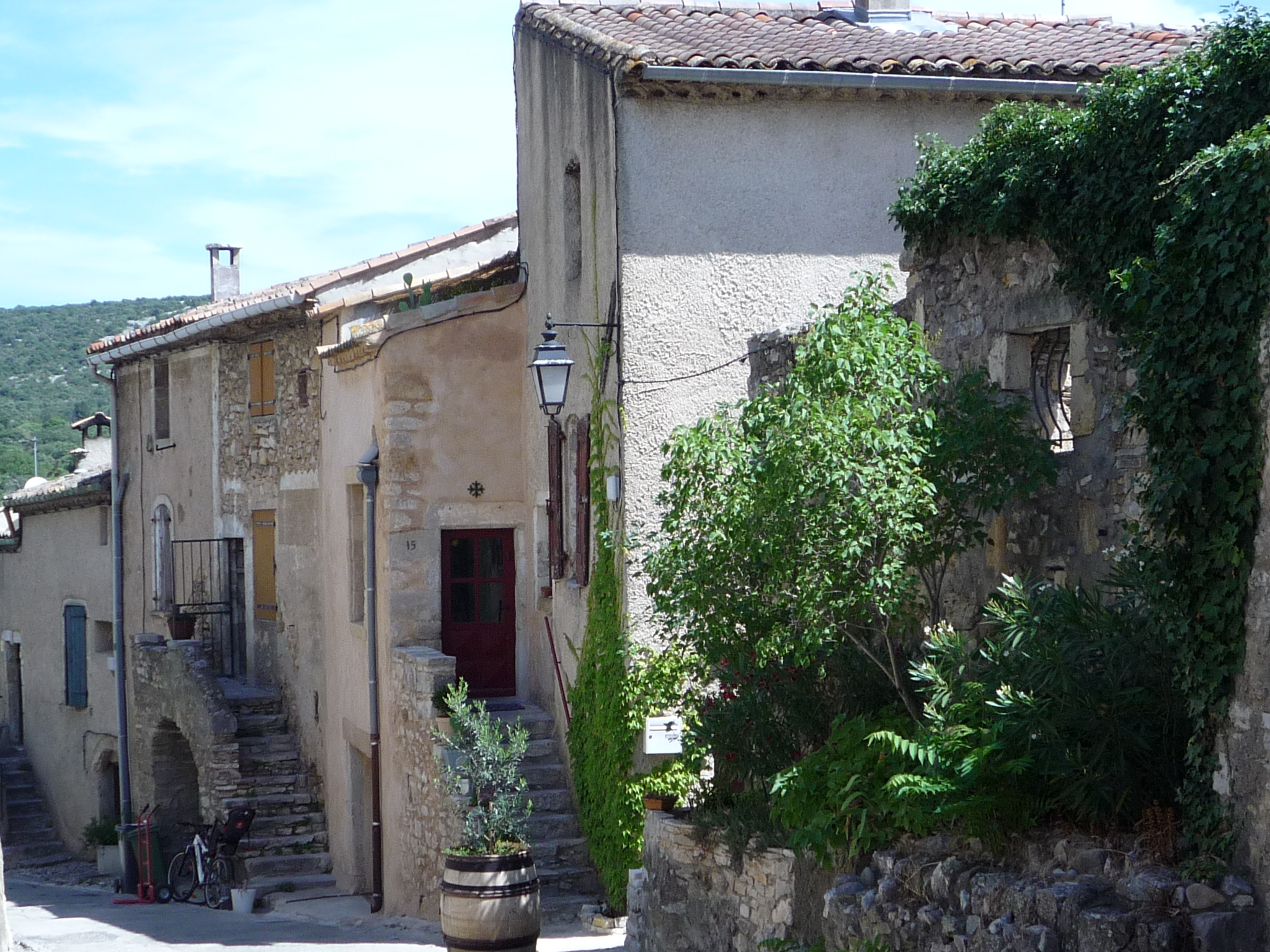
Ruelle de la Circulade, au pied du fort.

### Randonnées
Puéchabon est un village situé entre le parc national des Cévennes et le parc naturel régional du Haut-Languedoc. C'est un point de départ pour les randonnées au cœur de la nature pour le causse de Montcalmès et le massif du Roc de la Vigne.

### Faune
La commune se distingue par la seule présence observée d'un petit mollusque endémique : Henrigirardia wienini.

### Personnalités liées à la commune
- Maurice Bizot (1896-1925), as de l'aviation français de la Première Guerre mondiale.
- Françoise Lugagne (1914-1991), comédienne française décédée à Puéchabon et inhumée au cimetière annexe de la commune.
- Marguerite Pagès-Marinier[39] (1725-1786), fondatrice du journal Annonces, affiches et avis divers (19 mars 1770-janvier 1781).

### Fonds d'archives
- Fonds : Archives communales de Puéchabon (1390-1972) [9,09 ml].  Cote : 221 EDT. Montpellier : Archives départementales de l'Hérault (présentation en ligne).